# Ukraina Dnepr
Thuật ngữ Ukraina Dnepr

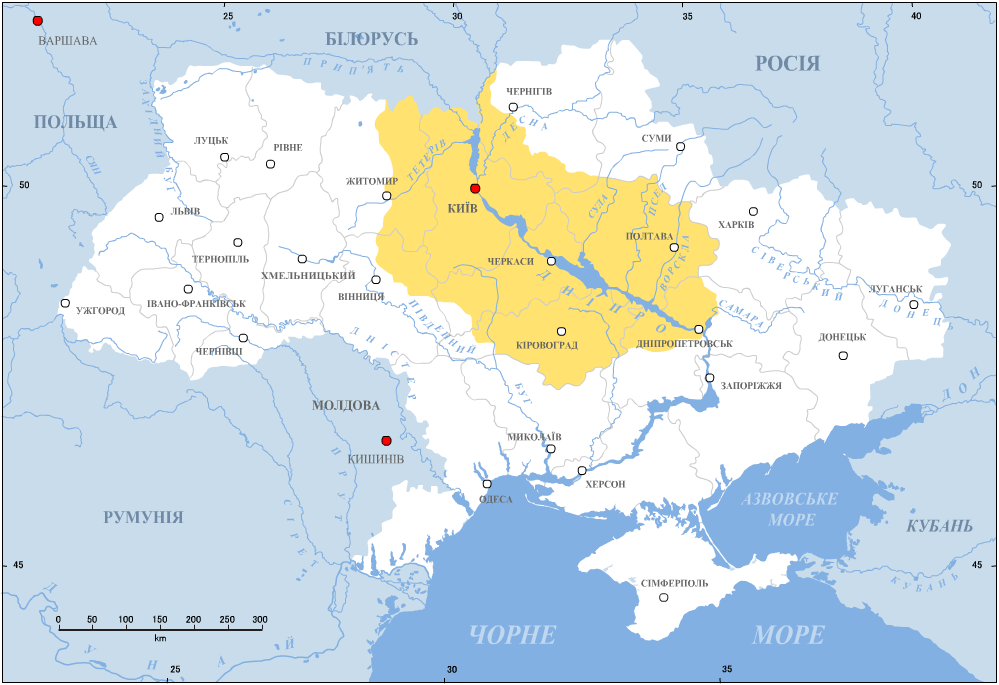
Ukraina Dnepr, thế kỷ 17–18

(tiếng Ukraina: Наддніпрянщина, đã Latinh hoá: Naddnipryanshchyna: "vùng đất trên Dnepr"), thường chỉ lãnh thổ nằm hai bờ trung du sông Dnepr (Dnipro)
. Tên gọi trong tiếng Ukraina bắt nguồn từ nad‑ (tiền tố: "trên") + Dnipró ("Dnepr") + ‑shchyna (hậu tố biểu thị một khu vực địa lý). Về mặt lịch sử, khu vực này gắn bó chặt chẽ với lịch sử của Ukraina và được ví như trái tim của đất nước. Do kích thước địa lý, khu vực được chia có điều kiện thành Thượng Ukraina Dnepr, Trung Ukraina Dnepr và Hạ Ukraina Dnepr, liên quan đến dòng chảy của sông Dnepr. Thượng và Trung tách biệt ở cửa sông Desna, gần ở thành phố Kyiv, trong khi Hạ và Trung tách biệt xung quanh Khortytsia, gần ở thành phố Zaporizhia.
Thuật ngữ Ukraina Dnepr xuất hiện ngay sau sự phân chia Ba Lan, khi phần Ukraina là lãnh thổ cũ của Thịnh vượng chung Ba Lan-Litva bị chia cắt giữa Đế quốc Nga và Đế quốc Áo, và khu vực được gọi là Ukraina do Nga kiểm soát. Thuật ngữ này đã bị loại bỏ ngay sau năm 1939.
Người Ukraina đôi khi gọi khu vực là Đại Ukraina (Velyka Ukrayina). Thuật ngữ này được đề cập trong Đạo luật Thống nhất Ukraina (1919), trong đó có nội dung: "Từ giờ trở đi..... các phần khác của Ukraina Thống nhất, Cộng hòa Nhân dân Tây Ukraina (Galicia, Bukovina, Ugric Ruthenia) và Dnepr Đại Ukraina".
Bảo tàng Kiến trúc Dân gian và Lối sống khu vực của Trung Naddnipryanshchyna nằm ở thị trấn Pereiaslav. Bảo tàng ngoài trời này có 13 bảo tàng theo chủ đề, 122 ví dụ về kiến trúc quốc gia và hơn 30.000 hiện vật văn hóa lịch sử.